# Wang Rui
Wang Rui, née le 9 février 1995 à Harbin, est une curleuse chinoise. Elle a remporté la médaille d'argent de aux Championnats du monde en 2016 et la médaille de bronze en  2017 dans la catégorie double mixte. Elle a été retenue pour participer au tournoi olympique de double mixte de 2018 avec son compatriote Ba Dexin.

## Palmarès

### Championnats du monde
- : Championnat du monde double mixte 2016 à Karlstad ( Russie).
- : Championnat du monde double mixte 2017 à Lethbridge ( Canada).